# Pons de Rosset de Rocozels de Fleury
Pons de Rosset de Rocozels de Fleury (1690-1763) est un ancien gouverneur du fort de Brescou à Agde.

## Biographie
Né à Lodève le 15 avril 1690 et baptisé dans la cathédrale Saint-Fulcran, il est le quatrième des enfants de Bernardin de Rosset de Rocozels et de Marie de Fleury, sœur du cardinal de Fleury. Chevalier, puis marquis de Rocozels et baron d'Avène, il fut gouverneur du fort de Brescou à Agde. Il contribua au développement de l'exploitation des richesses minières (cuivre et plomb) de Ceilhes et d'Avène. En 1745, l'un de ses chevaux atteint par la gale fut à l'origine de la découverte des vertus thérapeutiques des eaux de la source Sainte-Odile située à Avène.